# Willem Thibaut
Willem Thibaut, né entre 1524 et 1526 à Haarlem et mort le 27 juin 1597 dans la même ville, est un peintre-verrier et aquafortiste.

## Biographie
Né entre 1524 et 1526 à Haarlem, Willem Thibaut travailla pour la cathédrale de Delft en 1563, la cathédrale de Gouda en 1570 et 1597, et au Doelen à Leyde en 1588. Il réalise des gravures sur des sujets historiques et jouit d'une grande renommée en son temps.
Il meurt le 27 juin 1597 dans sa ville natale.